# التوافق الدقيق للكون
التوافق الدقيق للكون هو افتراض أن الشروط التي تتيح الحياة في الكون لا تتحقق إلا بتوفر أرقام معينة من ثوابت فيزيائية محددة بدقة ضمن مجال ضيق جدًا من القيم، بحيث أن أقل تغيير في أرقام أي من تلك الثوابت الأساسية فعلى الأرجح لن يصل الكون إلى إيجاد وتطوير المادة، والكيانات الفلكية، والتنوع العنصري، أو الحياة كما نفهمها. هذا الافتراض ينال جدلًا واهتمامًا كبيرين في أوساط الفلاسفة والعلماء واللاهوتيين والخلقيين، كما يستدعى عادة المبدأ الإنساني كتوصيف للضبط الدقيق للكون.

كتاب فقط ستة أرقام: القوى العظمى التي تُشكِل الكون تأليف الفيزيائي مارتن ريس يناقش فيه أهمية ستة من الثوابت الأساسية لوجود الكون والحياة

صرح الفيزيائي بول دافيس بأن «هناك اتفاق واسع في الوقت الحالي بين الفيزيائيين وعلماء الكون بأن الكون فيه توافق دقيق للحياة في العديد من النواحي» ويضيف قائلا: «ولا نستنتج من ذلك بأن الكون قد صُقل للحياة، بل أن الكون قد صُقل لبناء العوامل الأساسية التي تحتاجها الحياة».

## تحفيز
قال الفيزيائي بول ديفيز: "هناك اتفاق واسع الآن بين الفيزيائيين وعلماء الكون على أن الكون من عدة نواحٍ" مضبوط بدقة "للحياة". ومع ذلك، تابع، "الاستنتاج لا يقتصر على أن الكون قد تم ضبطه ليناسب الحياة ؛ بل إنه تم ضبطه وفقًا للنبات البناء والبيئات التي تتطلبها الحياة." "يفشل التفكير في التمييز بين الأكوان المحبة للحيوية بالحد الأدنى، والتي يُسمح فيها بالحياة، ولكن ممكنًا بشكل هامشي فقط، والأكوان الحيوية على النحو الأمثل ، والتي تزدهر فيها الحياة لأن التولد الحيوي يحدث بشكل متكرر". من بين العلماء الذين وجدوا الدليل مقنعًا، تم اقتراح مجموعة متنوعة من التفسيرات الطبيعية، مثل وجود أكوان متعددة تقدم تحيزًا للبقاء على قيد الحياة وفقًا لمبدأ تواجد الإنسان.
إن فرضية تأكيد الكون الدقيق هي أن تغييرًا طفيفًا في العديد من الثوابت الفيزيائية من شأنه أن يجعل الكون مختلفًا جذريًا. كما لاحظ ستيفن هوكينج، "تحتوي قوانين العلم، كما نعرفها حاليًا، على العديد من الأرقام الأساسية، مثل مقدار الشحنة الكهربائية للإلكترون ونسبة كتلة البروتون والإلكترون. ... الحقيقة اللافتة للنظر هي أن قيم هذه اللصفات تبدو وكأنها قد تم تعديلها بدقة لإتاحة تطور الحياة ".
على سبيل المثال، إذا كانت القوة النووية القوية أقوى بنسبة 2٪ مما هي عليه (أي إذا كان ثابت الاقتران الذي يمثل قوتها أكبر بنسبة 2٪) بينما تُركت الثوابت الأخرى دون تغيير، فإن ثنائي البروتونات ستكون مستقرة؛ وفقًا لديفيز ، سوف يندمج الهيدروجين فيها بدلاً من الديوتيريوم والهيليوم. هذا من شأنه أن يغير بشكل جذري فيزياء النجوم، ويفترض أنه يحول دون وجود حياة مشابهة لما نلاحظه على الأرض. قد يؤدي وجود الديبروتون إلى قصر دائرة الاندماج البطيء للهيدروجين في الديوتيريوم. سوف يندمج الهيدروجين بسهولة لدرجة أنه من المحتمل أن يتم استهلاك كل الهيدروجين الموجود في الكون في الدقائق القليلة الأولى بعد الانفجار العظيم. هذه "حجة diproton" محل خلاف من قبل فيزيائيين آخرين، الذين حسبوا أنه طالما أن الزيادة في القوة أقل من 50٪ ، يمكن أن يحدث الاندماج النجمي على الرغم من وجود ثنائيات البروتونات المستقرة.
إن الصياغة الدقيقة للفكرة أصبحت صعبة بسبب حقيقة أننا لا نعرف حتى الآن عدد الثوابت الفيزيائية المستقلة الموجودة. يحتوي النموذج القياسي لفيزياء الجسيمات على 25 معلمة قابلة للتعديل بحرية والنسبية العامة لها واحد آخر، وهو الثابت الكوني، المعروف بأنه ليس صفريًا ولكن قيمته صغيرة للغاية. ولكن نظرًا لأن علماء الفيزياء لم يطوروا نظرية ناجحة تجريبيًا عن الجاذبية الكمومية، فلا توجد طريقة معروفة للجمع بين ميكانيكا الكم، التي يعتمد عليها النموذج القياسي، والنسبية العامة. بدون معرفة هذه النظرية الأكثر اكتمالا المشتبه في أنها تكمن وراء النموذج القياسي، من المستحيل حساب عدد الثوابت الفيزيائية المستقلة حقًا بشكل نهائي. في بعض النظريات المرشحة، قد يكون عدد الثوابت الفيزيائية المستقلة صغيرًا مثل واحد. على سبيل المثال، قد يكون الثابت الكوني ثابتًا أساسيًا، ولكن جرت محاولات أيضًا لحسابه من ثوابت أخرى، ووفقًا لمؤلف أحد هذه الحسابات، "تخبرنا القيمة الصغيرة للثابت الكوسمولوجي أن قيمة دقيقة بشكل ملحوظ وهناك علاقة غير متوقعة تمامًا بين جميع معايير النموذج القياسي لفيزياء الجسيمات، والثابت الكوسمولوجي والفيزياء غير المعروفة ".

## الفكرة الأساسية
الفكرة الأساسية من التوافق الدقيق للكون يمكن وصفها ببساطة بأن أي تغيير بسيط في الثوابت الفيزيائية للمادة سيؤدي إلى تغيير جذري في الكون يجعل من قيام الحياة كما نعرفها الآن أمرًا مستحيلًا. يقول ستيفن هوكينغ في كتابه الشهير تاريخ موجز للزمن: «قوانين العلم كما نعرفها الآن، تتضمن الكثير من الأرقام الاساسية مثل حجم الشحنة الكهربائية للاكترون والنسبة بين كتلة البروتون إلى الإلكترون.... الحقيقة المدهشة ان هذه الارقام تبدو وكأنها قد ضبطت بحيث يمكن أن تتطور الحياة».
مثلا لو أن القوة النووية القوية كانت أقوى ب 2% من قوتها الحالية، مع بقاء جميع الثوابت الأخرى بدون تغيير، ثنائي البروتون سيكون مستقرا وسيندمج مع الهيدروجين بدلا من الديوتيريوم والهليوم. وبالتالي فإن تغيرات كبيرة كانت ستحدث على فيزياء النجوم بحيث أنها ستمنع ظهور الحياة على الأرض، حيث أن ثنائي البروتون سيقوم بتعجيل الانصهار النووي البطيئ للهيدروجين في الديوتيريوم. لكان الذي يحدث أن يلتحم الهيدروجين بكل سهولة بحيث أن الهيدرجين الموجود في الكون كله سيستهلك خلال الدقائق الأولى للانفجار الكبير.
من الصعب إعداد صياغة دقيقة لفكرة التوافق الدقيق لكون الفيزيائين لم يعرفوا حتى الآن مدى استقلالية الثوابت الفيزيائية. حيث تحوي نظرية النموذج العياري الحالية على 25 معامل قابل للتعديل بحرية مع معاملات إضافية مثل الثابت الكوني. وبسبب كون نظرية النموذج العياري غير متسقة رياضيا تحت ظروف معينة (مثلا في الدرجات العالية من الطاقة)، يرى الفيزيائيين بأن النظرية ترتكز على نظريات أخرى مثل النظرية الموحدة العظمى، نظرية الأوتار أو نظرية الجاذبية الكمية الحلقية. في بعض النظريات، القيمة الحقيقية لبعض الثوابت الفيزيائية المستقلة تكون صغيرة مثل الواحد، كمثال الثابت الكوني يعتبر ثابت أساسي لكن المحاولات تمت أيضا لحسابه من خلال ثوابت أخرى ووفقا لمؤلف مثل هذه الحسابات فان: «القيمة الصغيرة للثابت الكوني تخبرنا بأن هناك دقة مدهشة وعلاقة غير متوقعة أبدا موجودة بين جميع المعاملات في نظرية النموذج العياري».
يعدد مارتن ريس الثوابت التي ينطبق عليها التوافق الدقيق للكون وهي:
- N: النسبة بين القوة الكهرومغناطيسية إلى قوة الجاذبية بين زوج من البروتونات، حوالي 10‎36‎. وفقًا لريس، إذا كانت أصغر بكثير، يمكن أن يوجد فقط كون صغير وقصير العمر.[14]
- إبسيلون (ε): مقياس الكفاءة النووية للانصهار من الهيدروجين إلى الهيليوم هو 0.007: عندما تندمج أربع نيوكليونات في الهيليوم، يتم تحويل 0.007 (0.7٪) من كتلتها إلى طاقة. يتم تحديد قيمة ε جزئيًا من خلال القوة النووية القوية.[15] إذا كانت 0.006، فلن يتمكن البروتون من الارتباط بالنيوترون، ويمكن أن يوجد الهيدروجين فقط، وستكون الكيمياء المعقدة مستحيلة. وفقًا لريس، إذا كانت أعلى من 0.008، فلن يوجد هيدروجين، حيث كان كل الهيدروجين قد اندمج بعد فترة وجيزة من الانفجار العظيم. يختلف علماء فيزيائيون آخرون، بحساب أن كمية الهيدروجين تبقى طالما أن ثابت اقتران القوة القوية يزيد بنسبة أقل من حوالي 50٪.[8][14]
- أوميغا (Ω) : المعروف باسم معامل الكثافة، هو الأهمية النسبية للجاذبية وطاقة التمدد في الكون. إنها نسبة كثافة الكتلة للكون إلى "الكثافة الحرجة" وهي تقريبًا 1. إذا كانت الجاذبية قوية جدًا مقارنة بالطاقة المظلمة والتوسع المتري الأولي، فإن الكون قد انهار قبل أن تتطور الحياة. إذا كانت الجاذبية ضعيفة جدًا، فلن تتشكل النجوم.[14][16]
- لامدا (Λ): يُعرف باسم الثابت الكوني، ويصف نسبة كثافة الطاقة المظلمة إلى كثافة الطاقة الحرجة للكون، مع الأخذ في الاعتبار بعض الافتراضات المعقولة مثل أن كثافة الطاقة المظلمة ثابتة. من حيث وحدات بلانك، وكقيمة طبيعية بلا أبعاد، Λ في حدود10‎−122‎ .[17] هذا صغير جدًا لدرجة أنه ليس له تأثير كبير على الهياكل الكونية التي يبلغ قطرها أقل من مليار سنة ضوئية. كانت القيمة الأكبر قليلاً للثابت الكوسمولوجي ستؤدي إلى توسع الفضاء بسرعة كافية بحيث لا تتمكن النجوم والبنى الفلكية الأخرى من التكون.[14][18]
- َQ: تبلغ نسبة طاقة الجاذبية المطلوبة لسحب مجرة كبيرة بعيدًا عن الطاقة المكافئة لكتلتها حوالي10‎−5‎. إذا كانت صغيرة جدًا، فلا يمكن أن تتشكل النجوم. إذا كان حجمه كبيرًا جدًا، فلا يمكن للنجوم البقاء على قيد الحياة لأن الكون شديد العنف، وفقًا لريس.[14]
- D: عدد الأبعاد المكانية في الزمكان هو 3. يدعي "ريس" أن الحياة لا يمكن أن توجد إذا كان هناك 2 أو 4 أبعاد مكانية. يجادل ريس بأن هذا لا يمنع وجود الأوتار ذات عشرة أبعاد.[1]

وأضاف Max Tegmark بأنه إذا كان هناك أكثر من بُعد زمني واحد، فلا يمكن التنبؤ بسلوك الأنظمة المادية بشكل موثوق من معرفة المعادلات التفاضلية الجزئية ذات الصلة. في مثل هذا الكون، لا يمكن أن تظهر الحياة الذكية القادرة على التلاعب بالتكنولوجيا. علاوة على ذلك، ستكون البروتونات والإلكترونات غير مستقرة ويمكن أن تتحلل إلى جسيمات لها كتلة أكبر من نفسها. (هذه ليست مشكلة إذا كانت الجسيمات لديها درجة حرارة منخفضة بما فيه الكفاية.) 

## الكربون والأكسجين
مثال أقدم هو حالة هويل Hoyle state، ثالث أقل حالة طاقة لنواة الكربون-12 ذات طاقة 7.656 ميغا إلكترون فولت فوق مستوى الطاقة القاعية. وفقًا لإحدى الحسابات، إذا كان مستوى الطاقة في نواة الكربون-12 أقل من 7.3 أو أكبر من 7.9 ميجا فولت، فلن يكون هناك كفاية من الكربون لدعم الحياة. علاوة على ذلك، لشرح وفرة الكربون في الكون يستدعي ضبط حالة هويل (رنين الكربون-12) بشكل أكبر على مستوى طاقة تتراوح بين 7.596 و 7.716 ميغا إلكترون فولت. كما استنتج حساب مشابه، يركز على الثوابت الأساسية التي تؤدي إلى مستويات طاقة مختلفة، أن القوة النووية الشديدة تستدعي ضبطا بدقة لا تزيد عن 0.5٪ من قيمتها، والقوة الكهرومغناطيسية بدقة لا تزيد عن 4٪ من قيمتها، لأن هذا التغير يمنع إما إنتاج الكربون أو إنتاج الأكسجين بالكميات الموجودة.

## اقرأ أيضًا
- تخليق العناصر
- كربون-12